# La Dolfina
La Dolfina es un equipo de polo argentino ubicado en la ciudad de Cañuelas, Buenos Aires. Fue fundado por Adolfo Cambiaso (h) y Bartolomé Castagnola en 1997. Es uno de los equipos más exitosos de la historia del polo en Argentina.
El equipo ha ganado el prestigioso Campeonato Argentino Abierto de Polo en quince oportunidades, habiendo disputado 22 de las últimas 23 finales de este torneo desde el año 2000. A su vez también ha vencido doce veces en el Abierto de Hurlingham y seis veces en el Abierto de Tortugas.

## La Dolfina Polo Team

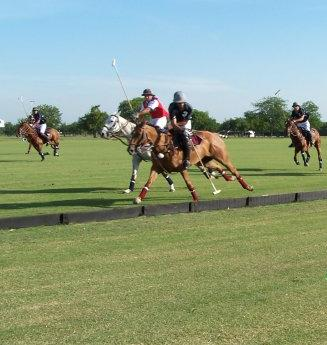
El Dolfina Team en acción.

La Dolfina comienza a cosechar sus títulos más relevantes en 1997, cuando Adolfo Cambiaso (h) decide participar en la Copa República Argentina junto a Bartolomé Castagnola, Marianela Castagnola y Guillermo Caset, siendo esta copa una de las más tradicionales y difíciles de ganar ya que es para equipos de 0 a 40 goles de hándicap.
En 2005 el equipo de La Dolfina, integrado por Adolfo Cambiaso (h), Lucas Monteverde, Mariano Aguerre y Bartolomé Castagnola, ganó el Abierto de Palermo por segunda vez, triunfando sobre el equipo de Ellerstina integrado por los dos hermanos Pieres, Facundo y Gonzalito (ambos jugadores de 10 goles), y sus primos MacDonough. Por el resultado, 20-19, fue la final del Abierto en que se anotaron más goles, con Cambiaso anotando 15 de los 20 goles de su equipo, incluyendo el gol de oro en tiempo adicional.
En 2006, el equipo de La Dolfina ganó otra vez el Abierto de Palermo, esta vez 14-13 contra La Aguada.
Tras el Abierto Argentino de 2007, el hándicap de Lucas Monteverde fue elevado a 10, convirtiendo a La Dolfina en el cuarto equipo de polo de la historia con el hándicap ideal de 40 goles.
Para el Abierto de 2008, las expectativas del equipo eran altas, pero La Dolfina fue vencida en las finales por Ellerstina (Gonzalo Pieres, Facundo Pieres, Pablo McDonough, Juan Martín Nero) por 13 a 12, tras el gol de oro de Gonzalo Pieres en chukker suplementario.
En el año 2011 Bartolomé Castagnola se fue para conformar La Natividad. La Dolfina fue el campeón del 118° Campeonato Argentino Abierto de Polo y recobró la máxima valorización a nivel grupal gracias a la suba a 10 goles del uruguayo David Stirling (hijo), convirtiéndose en el único equipo en la historia en alcanzar los 40 goles de hándicap con 2 formaciones distintas.
Tras perder la final del Abierto de Palermo en 2012 comenzó una serie exitosa, que coincidió con la incorporación como entrenador de Milo Fernández Araujo, ex 10 de handicap y ganador del Abierto de Palermo con Indios Chapaleufú II en 1999, 2000 y 2005.
En 2013 logró la Triple Corona por primera vez en su historia al ganar el Abierto de Tortugas, el Abierto de Hurlingham y el Abierto de Palermo. Es el quinto equipo en lograr la Triple Corona desde la primera edición del Abierto Argentino, junto con Coronel Suárez, Ellerstina, Santa Ana y La Aguada.
En 2014 volvió a ganar la Triple Corona, igualando luego de 39 años a Coronel Suárez, que era el único equipo que la había ganado dos años consecutivos (en 1974 y 1975).
En 2015 se convirtió en el único equipo en la historia en ganar la Triple Corona en tres oportunidades consecutivas.
Desde 2013 a 2016 el conjunto estuvo invicto 39 partidos y ganó 10 torneos del alto hándicap en forma consecutiva.
En el Abierto del Jockey Club disputado en 2016, Lía Salvo se convirtió en la primera mujer en ganar uno de los Abiertos más importantes de Argentina. La mejor polista argentina integró el equipo de La Dolfina junto a Adolfo Cambiaso (h), Pablo Mac Donough y Juan Martín Nero.

### Formaciones
| Año  | Hándicap | Jugador N°1              | Jugador N°2               | Jugador N°3              | Jugador N.º 4                           |
| ---- | -------- | ------------------------ | ------------------------- | ------------------------ | --------------------------------------- |
| 2024 | 40       | Adolfo Cambiaso (h) (10) | David Stirling (h) (10)   | Adolfo Cambiaso (n) (10) | Juan Martín Nero (10)                   |
| 2023 | 40       | Adolfo Cambiaso (h) (10) | David Stirling (h) (10)   | Adolfo Cambiaso (n) (10) | Juan Martín Nero (10)                   |
| 2022 | 39       | Adolfo Cambiaso (h) (10) | David Stirling (h) (10)   | Adolfo Cambiaso (n) (9)  | Juan Martín Nero (10)                   |
| 2021 | 38 (37)  | Adolfo Cambiaso (h) (10) | Francisco Elizalde (9)    | David Stirling (h) (10)  | Diego Cavanagh (9) Alejandro Muzzio (8) |
| 2020 | 40       | Adolfo Cambiaso (h) (10) | David Stirling (h) (10)   | Pablo Mac Donough (10)   | Juan Martín Nero (10)                   |
| 2019 | 40       | Adolfo Cambiaso (h) (10) | David Stirling (h) (10)   | Pablo Mac Donough (10)   | Juan Martín Nero (10)                   |
| 2018 | 40       | Adolfo Cambiaso (h) (10) | David Stirling (h) (10)   | Pablo Mac Donough (10)   | Juan Martín Nero (10)                   |
| 2017 | 40       | Adolfo Cambiaso (h) (10) | David Stirling (h) (10)   | Pablo Mac Donough (10)   | Juan Martín Nero (10)                   |
| 2016 | 40       | Adolfo Cambiaso (h) (10) | David Stirling (h) (10)   | Pablo Mac Donough (10)   | Juan Martín Nero (10)                   |
| 2015 | 40       | Adolfo Cambiaso (h) (10) | David Stirling (h) (10)   | Pablo Mac Donough (10)   | Juan Martín Nero (10)                   |
| 2014 | 40       | Adolfo Cambiaso (h) (10) | David Stirling (h) (10)   | Pablo Mac Donough (10)   | Juan Martín Nero (10)                   |
| 2013 | 39       | Adolfo Cambiaso (h) (10) | David Stirling (h) (9)    | Pablo Mac Donough (10)   | Juan Martín Nero (10)                   |
| 2012 | 40       | Adolfo Cambiaso (h) (10) | David Stirling (h) (10)   | Pablo Mac Donough (10)   | Juan Martín Nero (10)                   |
| 2011 | 39       | Adolfo Cambiaso (h) (10) | David Stirling (h) (9)    | Pablo Mac Donough (10)   | Juan Martín Nero (10)                   |
| 2010 | 39       | Adolfo Cambiaso (h) (10) | Lucas Monteverde (h) (10) | David Stirling (h) (9)   | Bartolomé Castagnola (10)               |
| 2009 | 40       | Adolfo Cambiaso (h) (10) | Lucas Monteverde (h) (10) | Mariano Aguerre (10)     | Bartolomé Castagnola (10)               |
| 2008 | 40       | Adolfo Cambiaso (h) (10) | Lucas Monteverde (h) (10) | Mariano Aguerre (10)     | Bartolomé Castagnola (10)               |
| 2007 | 39       | Adolfo Cambiaso (h) (10) | Lucas Monteverde (h) (9)  | Mariano Aguerre (10)     | Bartolomé Castagnola (10)               |
| 2006 | 39       | Adolfo Cambiaso (h) (10) | Lucas Monteverde (h) (9)  | Mariano Aguerre (10)     | Bartolomé Castagnola (10)               |
| 2005 | 36       | Adolfo Cambiaso (h) (10) | Lucas Monteverde (h) (8)  | Mariano Aguerre (9)      | Bartolomé Castagnola (9)                |
| 2004 | 36       | Adolfo Cambiaso (h) (10) | Santiago Chavanne (8)     | Carlos Gracida (9)       | Bartolomé Castagnola (9)                |
| 2003 | 38       | Adolfo Cambiaso (h) (10) | Sebastián Merlos (9)      | Juan Ignacio Merlos (10) | Bartolomé Castagnola (9)                |
| 2002 | 38       | Adolfo Cambiaso (h) (10) | Sebastián Merlos (9)      | Juan Ignacio Merlos (10) | Bartolomé Castagnola (9)                |
| 2001 | 37       | Adolfo Cambiaso (h) (10) | Sebastián Merlos (9)      | Juan Ignacio Merlos (9)  | Bartolomé Castagnola (9)                |
| 2000 | 37       | Adolfo Cambiaso (h) (10) | Sebastián Merlos (9)      | Juan Ignacio Merlos (9)  | Bartolomé Castagnola (9)                |

### Miembros actuales
| N.º | Jugador             | Hándicap | Primer Abierto | Abiertos jugados | Abiertos ganados |
| --- | ------------------- | -------- | -------------- | ---------------- | ---------------- |
| 1   | Adolfo Cambiaso (h) | 10       | 1992           | 28               | 17               |
| 2   | David Stirling      | 10       | 2009           | 12               | 9                |
| 3   | Poroto Cambiaso     | 10       | 2022           | 1                | 1                |
| 4   | Juan Martín Nero    | 10       | 2004           | 15               | 11               |

### Uniforme
La Dolfina ha cambiado su uniforme varias veces a lo largo de los años, la mayoría de ellas por razones de patrocinio. Para la temporada 2002, el equipo hizo un gran impacto cuando llevaba una camiseta similar a la del Club Atlético Nueva Chicago. Esto fue porque Adolfo Cambiaso y Bartolomé Castagnola decidieron cambiar los colores del equipo debido a su similitud con los de Ellerstina. Cambiaso eligió el verde y negro debido a su simpatía por Nueva Chicago a pesar de que es hincha de River Plate. La camiseta verde y negra hizo su debut en el partido inaugural del Campeonato Argentino Abierto de Polo, el 24 de noviembre de 2002.
Para la final del 109° Abierto Argentino, disputada el 15 de diciembre de 2002, Cambiaso hizo los arreglos para movilizar más de 200 hinchas de Nueva Chicago al Campo Argentino de Polo, donde apoyaron al equipo durante el partido contra Indios Chapaleufú II. Los aficionados dieron un espectáculo nunca antes visto en un partido de polo, mostrando grandes banderas, cantando canciones mientras tocaban los bombos e incluso lanzando bombas de humo, como solían hacer en un partido de fútbol. La presencia de los simpatizantes de Nueva Chicago en la final sorprendió al resto de la asistencia, generando una gran repercusión en el medio ambiente elitista de polo. La Dolfina, finalmente ganó el partido por 20-16, con 16 goles por Cambiaso, logrando su primer título de la historia.

### Títulos

#### Triple Corona
- Campeonato Argentino Abierto de Polo: 15

2002, 2005, 2006, 2007, 2009, 2011, 2013, 2014, 2015, 2016, 2017, 2018, 2019, 2020, 2022.
- Campeonato Abierto de Polo del Hurlingham Club: 12

2000, 2001, 2002, 2006, 2011, 2012, 2013, 2014, 2015, 2019, 2022, 2023.
- Campeonato Abierto de Polo del Tortugas Country Club: 6

2013, 2014, 2015, 2016, 2017, 2018.

#### Otros
- Copa República Argentina: 3

1997, 2006, 2009.
- Copa Cámara de Diputados: 1

2006
- Abierto del Jockey Club: 7

1997, 2003, 2008, 2011, 2014, 2016 (La Dolfina - El Paso Polo Ranch), 2017 (La Dolfina Valiente).

### Los caballos
De sus caballos, los más notables fueron Lili, Ilusión, Sospechosa, La Osa, y su favorito; Colibrí. Uno de sus mejores caballos de polo es hoy de hecho su semental más famoso, Aiken Curá.
Durante la final del Abierto Argentino en 2006, Aiken Curá, sufrió una fractura en una de sus patas traseras. Esta lesión desafortunada sucedió en el chukker adicional. El caballo fue sacado en ambulancia y forzó la jubilación anticipada de Aiken del campo del polo.
CLUB INTERNACIONAL DE POLOUbicado en Cañuelas, La Dolfina Polo Club es un centro de polo de alto rendimiento tanto para jugadores experimentados como para principiantes de bajo hándicap que busquen mejorar su performance. 
Cuenta con 120 hectáreas, 6 canchas de polo, 2 canchas de taqueo, escuela de polo, Club house, 6 caballerizas y una pista de vareo
COPAS LA DOLFINA 
Desde 2005, La Dolfina organiza anualmente una serie de torneos durante la temporada alta de polo en la Argentina. La Dolfina Polo Club es el escenario de la competencia con torneos profesionales y amateurs, que son una gran oportunidad para jugar y disfrutar del polo. 
COPA ZAFIRO 
Se realiza desde 2005. Participan 8 equipos que se dividen en dos zonas. Cada equipo está integrado por un patrón y 3 jugadores profesionales. Hándicap indicado para jugar de 16 goles o más. 
COPA DIAMANTE 
Desde 2015, participan 8 equipos femeninos. Cada equipo está integrado por un patrón amateur y 3 jugadoras profesionales. El Hándicap debe ser entre 14 y 16 goles. 
COPA DIAMANTITOS
Se realiza desde 2008. Categorías: Minis (de 7 a 9 años), Menores (de 9 a 11), Mayores (de 11 a 14), Supermini (de 6 a 7 años) y Micromini (menores de 6 años), que juegan acompañados de sus padres.

## La Dolfina Polo Ranch
La Dolfina Polo Ranch, está ubicado en la localidad de Cañuelas, en la Ruta 205 camino 80, en la provincia de Buenos Aires, Argentina. Es un club de chacras de polo con viviendas multifamiliares y campo de polo propio. Este emprendimiento está a la venta para aquellos que quieran ser vecinos del “mejor jugador de polo de la historia”.

## La Dolfina Polo LifeStyle
La Dolfina Polo LifeStyle es la marca de indumentaria del polista Adolfo Cambiaso (h) y del expresidente de Aeropuertos Argentina 2000, Ernesto Gutiérrez Conte creada a principios de 2004, como un proyecto paralelo al equipo de polo homónimo. Compiten con otras marcas de primer nivel internacional en diseño de las camisetas de polo ofreciendo, además de ropa informal, accesorios y equipamiento de polo. Se pueden ver piezas personales vinculadas a la historia deportiva del capitán del equipo de polo La Dolfina.
Originalmente, la Dolfina contaba con locales en Capital Federal, en provincia de Buenos Aires y el exterior y necesitaba preparase para la apertura de un nuevo local en Patio Bullrich. Con este motivo, la nueva marca daría un giro en su evolución y presentaría una nueva imagen y voz de marca. La Dolfina Polo LifeStyle cuenta con locales en La Dolfina Alvear, Unicenter Shopping, Puerto Madero, Ciudad de Córdoba, La Plata y Rosario.